# Сельцо (Осташковське сільське поселення)
Сельцо (рос. Сельцо) — присілок в Торжоцькому районі Тверської області Російської Федерації.
Населення становить 18 осіб. Входить до складу муніципального утворення Яконовське сільське поселення.

## Історія
Від 2005 року входить до складу муніципального утворення Яконовське сільське поселення.

## Населення
| 2010 |
| ---- |
| 18   |